# Whitley (cantante)
Lawrence Greenwood, noto come Whitley (Melbourne, 22 ottobre 1984), è un cantautore australiano.

## Discografia

### Album studio
- 2007 - The Submarine
- 2009 - Go Forth, Find Mammoth
- 2013 - Even The Stars Are A Mess
- 2017 - P.S. I'm Haunted

### Singoli
- More Than Life
- Poison In Our Pocket
- Head, First, Down
- I Remember
- Killer
- Bright White Lights
- A Shot To The Star